# Salomon Slowes
 (février 2020).
Salomon Slowes né le 1919 à Grajewo, était un essayiste polonais.

## Biographie
Il naît à Grajewo en 1919, de Moshe Slowes et Malka Jezierski Slowes. Sa famille déménage à Vilna en 1914. 
En 1939, durant la campagne de Pologne, il est fait prisonnier par l'Armée rouge. En décembre 1939, il est envoyé vers Katyń et survit en mai 1940 au massacre de Katyń. En 1940, il rejoint l'Armée polonaise de l'Est et sert durant la Seconde Guerre mondiale en Iran, Irak, Palestine, en Libye et en Italie. Après la guerre, il s'installe à Tel Aviv,,.